# Advanced gas-cooled reactor

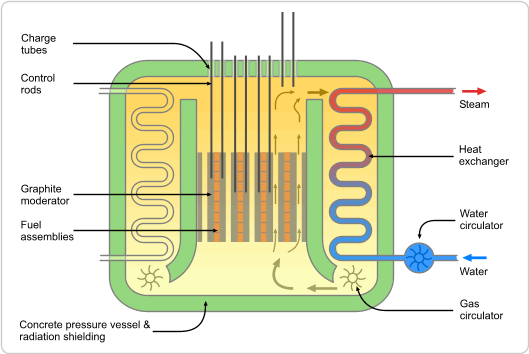
Schematisch diagram van de advanced gas-cooled reactor

Een advanced gas-cooled reactor is een generatie II-type kernreactor, die in Engeland ontworpen werd. De AGR is gebaseerd op de magnoxreactor. Hij maakt gebruik van gaskoeling (kooldioxide) en gebruikt grafiet als neutronmoderator.
Dit type is geschikt voor een kerncentrale om kernenergie te produceren uit kernbrandstof.

## Geschiedenis
De eerste Britse AGR-reactor (Hunterston) ging in 1976 in bedrijf.

## Lijst van AGR-reactoren in Engeland
- Dungeness B
- Hartlepool, Heysham 1, Heysham 2
- Hinkley Point B
- Hunterston B
- Torness